# Francisco I. Madero, San Juan Bautista Tuxtepec
Francisco I. Madero är en ort i Mexiko.   Den ligger i kommunen San Juan Bautista Tuxtepec och delstaten Oaxaca, i den sydöstra delen av landet, 300 km öster om huvudstaden Mexico City. Francisco I. Madero ligger 36 meter över havet och antalet invånare är 109.
Terrängen runt Francisco I. Madero är platt. Runt Francisco I. Madero är det ganska tätbefolkat, med 160 invånare per kvadratkilometer. Närmaste större samhälle är Tuxtepec, 10,4 km sydost om Francisco I. Madero. Omgivningarna runt Francisco I. Madero är en mosaik av jordbruksmark och naturlig växtlighet.